# Kurt Helbig
Kurt Helbig (Plauen, 28 de junho de 1901 — Plauen, 30 de janeiro de 1975) foi um halterofilista alemão.
Helbig conquistou a medalha de ouro em halterofilismo nos Jogos Olímpicos de 1928, em Amsterdã. Ele levantou 322,5 kg no triplo levantamento (90 kg no desenvolvimento [movimento-padrão abolido em 1973], 97,5 kg no arranque e 135 kg no arremesso), o mesmo total do austríaco Hans Haas (85+102,5+135). Ambos foram premiados com a medalha de ouro, na categoria até 67,5 kg.
Além disso, Helbig ganhou a medalha de bronze no Campeonato Europeu de 1929, prata em 1931 e 1933 na categoria até 67,5 kg, e foi campeão europeu em 1930 na categoria até 75 kg.